# Molophilus (Molophilus) insertus
Molophilus (Molophilus) insertus is een tweevleugelige uit de familie steltmuggen (Limoniidae). De soort komt voor in het Australaziatisch gebied.